# Сказдон
Сказдо́н (осет. Схъаздон) — река в Северной Осетии (Россия), правый и крупнейший приток Цеядона (бассейн Терека). Длина — 2,5 км. Общее падение — 515 м, уклон — 206 м/км. В нижнем течении река протекает через сосновые высокогорные леса.

## Название
Название реки происходит от названия ледника «Сказ» (осет. Схъас): Сказ + дон (осет. дон — вода, река). Кроме того, этот топоним носят следующие объекты: Сказский ледник (ледник Сказка), Сказский перевал, Сказское ущелье (ущелье Сказдон), гора Сказ-Хох (осет. Хох — гора).

## Течение

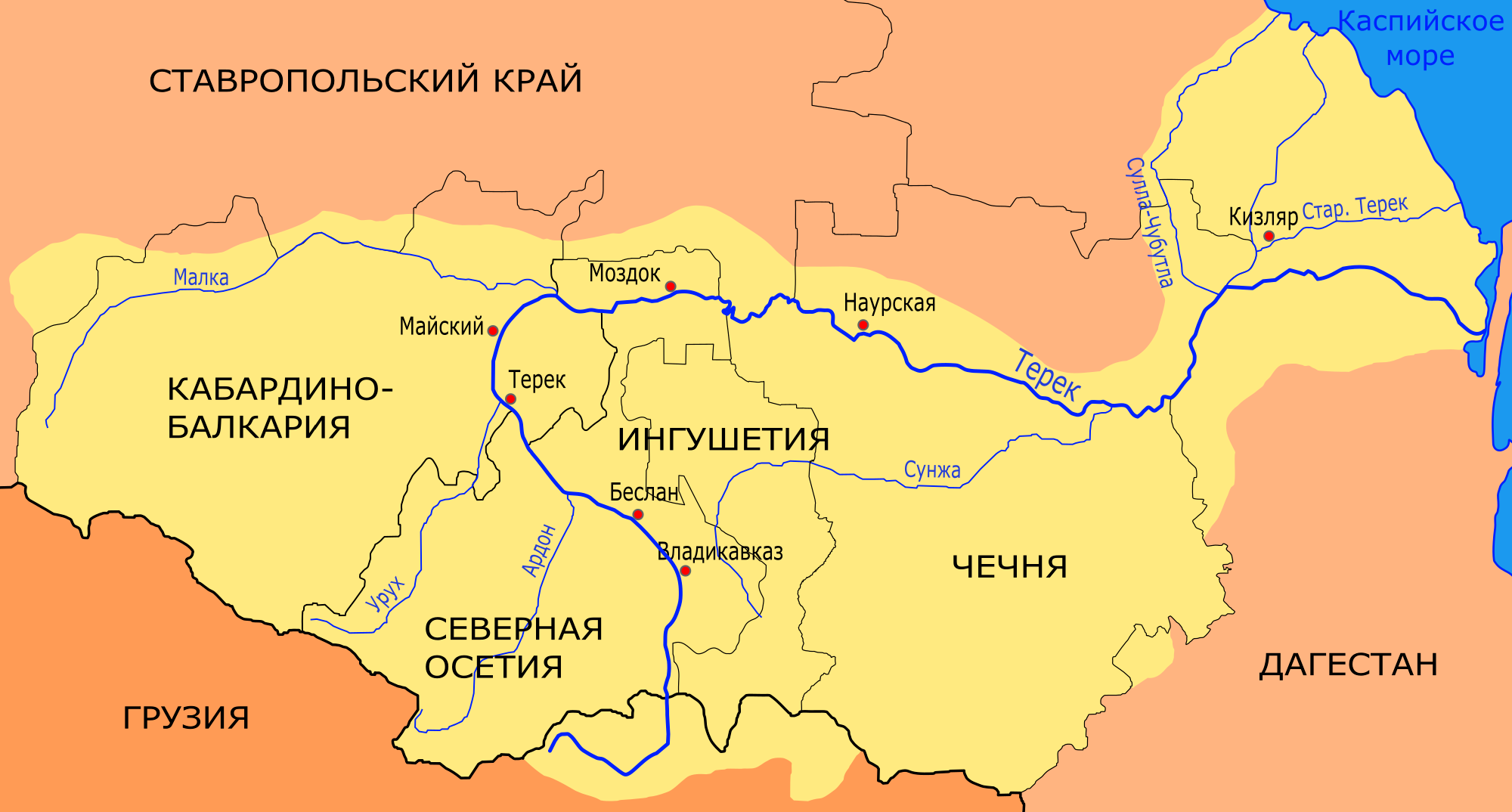
Бассейн Терека

Река берёт начало со Сказского ледника. Течёт по Сказскому ущелью вначале на северо-северо-восток, а потом на север. В нижнем течении протекает мимо альплагеря «Цей», откуда вверх к леднику ведёт канатная дорога. Впадает в реку Цеядон с правой стороны.
Река протекает по территории Алагирского района Северной Осетии, по территории Северо-Осетинского государственного заповедника.

## Водный режим
Река, как и все реки берущие начало с ледников, имеет летнее половодье, что связано с интенсивным таянием снегов и ледников в высокогорьях.

## Туризм
Как боковое ответвление Цейского ущелья, Сказское ущелье пользуется популярностью у туристов. В ущелье работает канатная дорога, по которой можно подняться до истоков реки Сказдон — Сказского ледника. Многочисленные автобусные экскурсии с туристами из региона Кавказских Минеральных Вод и других регионов Северного Кавказа, как правило, посещают Сказское ущелье и расположенное рядом осетинское святилище Реком.

## Топографические карты
- Лист карты K-38-40 Верх. Згид. Масштаб: 1 : 100 000. Состояние местности на 1984 год. Издание 1988 г.